# Too Close For Comfort
Too Close For Comfort foi a primeira turnê solo do cantor australiano Darren Hayes, ex-vocalista da banda Savage Garden.
Iniciada em agosto de 2002, ela passou por cidades da Austrália, Reino Unido, Europa e Sudeste Asiático. Posteriormente, foram lançados um EP e também um DVD gravados durante as apresentações.

## Músicas
A turnê trouxe canções do primeiro álbum solo do cantor, intitulado Spin, lançado em março de 2002. Além disso, sucessos do Savage Garden também fizeram parte dos shows.

### Setlist
1. "Creepin' up on You"
2. "Dirty"
3. "Heart Attack"
4. "Strange Relationship"
5. "Insatiable"
6. "To the Moon and Back" (Acústico)
7. "The Lover After Me" (Acústico)
8. "Chained to You" (Acústico)
9. "Good Enough"
10. "I Want You"
11. "I Miss You"
12. "Like it or Not"
13. "Crush (1980 Me)"
14. "What You Like"
15. "Affirmation"
16. "I'll Bet He Was Cool"
17. "I Knew I Loved You"
18. "Truly Madly Deeply"
19. "Spin"

## EP Ao Vivo
Em outubro de 2002, um EP intitulado Too Close For Comfort foi lançado no Japão contendo faixas ao vivo, retiradas de uma apresentação acústica da turnê, na cidade de Taipei, em Taiwan. 
As mesmas faixas também foram incluídas em um disco bônus nas versões deluxe do álbum Spin, lançadas no Reino Unido e na Austrália, em janeiro de 2003.

### Faixas
1. "Dirty" (Live from Taipei) - 3:59
2. "Insatiable" (Live from Taipei) - 5:22
3. "Strange Relationship" (Live from Taipei) - 3:47
4. "I Miss You" (Live from Taipei) - 4:48
5. "Good Enough" (Live from Taipei) - 7:15

## DVD Ao Vivo
Em 2006, o cantor lançou um DVD intitulado Too Close For Comfort Tour Film, contendo um documentário sobre a turnê, com diversas cenas de bastidores, além de apresentações gravadas ao vivo. O mesmo foi relançado em 2015, contendo um CD bônus ao vivo.

### Faixas
1. "Creepin' up on You"
2. "Heart Attack"
3. "Strange Relationship"
4. "Insatiable"
5. "Good Enough"
6. "I Want You"
7. "I Miss You"
8. "Like it or Not"
9. "What You Like"
10. "I'll Bet He Was Cool"
11. "I Knew I Loved You"
12. "Truly Madly Deeply"
13. "Affirmation"

CD Bônus:
1. "Creepin' up on You"
2. "Dirty"
3. "Heart Attack"
4. "Good Enough"
5. "Strange Relationship"
6. "Insatiable"
7. "What You Like"
8. "Affirmation"

## Ficha Técnica
- Diretor Executivo - Darren Hayes
- Diretor de Produção - Colin Skals
- Diretor de Iluminação - Bruce Ramus
- Diretor de Filmagem - Grant Marshall